# Holmbergia
Holmbergia là chi thực vật có hoa trong họ Amaranthaceae.